# بيجو 405

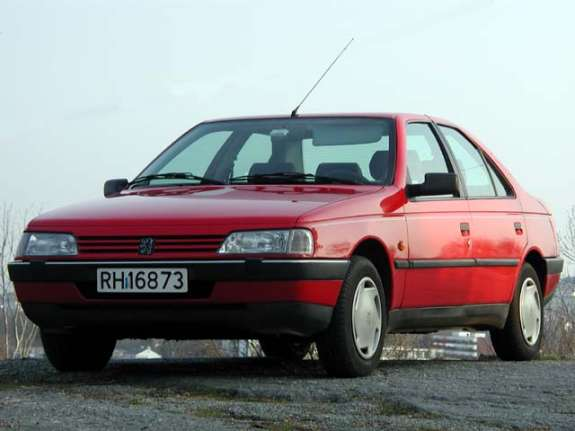
بيجو 405

بيجو 405 سيارة أنتجتها شركة بيجو المصنعة للسيارات. بدأ إنتاجها يوليو 1987 ولا تزال تنتج بتراخيص خارج فرنسا.
تم اختيار بيجو 405 كسيارة العام في أوروبا عام 1988.